# Mogelijk Peru (politieke partij)
Perú Posible (Mogelijk Peru) is een politieke partij in Peru.
Perú Possible werd in 1994 opgericht door Alejandro Toledo Manrique. Tijdens de Peruviaanse verkiezingen in 1995 droeg de partij nog de naam País Posible (Mogelijk Land). Ze wist in dit eerste verkiezingsjaar twee zetels te behalen en daardoor zitting te nemen in het Peruviaanse congres.
Tijdens de verkiezingen van 2000 had de partij haar naam inmiddels gewijzigd in de huidige naam, Perú Possible. In de tweede stemronde beschuldigde de partij de zittende president Alberto Fujimori van bedrog, trok ze haar handen af van de verkiezingen en zette ze protestdemonstraties in.
Fujimori wist weliswaar de verkiezingen te winnen, maar viel nog hetzelfde jaar vanwege corruptieschandalen. Hierna trad een overgangsregering aan onder leiding van Valentín Paniagua en werden in 2001 nieuwe verkiezingen gehouden. Tijdens deze verkiezingen werd de oprichter van Perú Posible, Alejandro Toledo, in de tweede stemronde gekozen tot president van Peru. In het parlement behaalde de partij 45 van de toen nog 120 zetels en ging ze een alliantie aan met Frente Independiente Moralizador (FIM).